# 布法勞克里克 (科羅拉多州)
水牛溪（英語：Buffalo Creek）是位於美國科羅拉多州傑佛遜縣的一個非建制地區。該地的面積和人口皆未知。

## 地理
水牛溪的座標為39°23′11″N 105°16′12″W / 39.38639°N 105.27000°W，而該地的平均海拔高度為2061米（即6762英尺）。